# Quadrispora tubercularis
Quadrispora tubercularis är en svampart som beskrevs av Bougher & A.A. Francis 2004. Quadrispora tubercularis ingår i släktet Quadrispora och familjen spindlingar.   Inga underarter finns listade i Catalogue of Life.